# Ossókino
Ossókino (en rus: Осокино) és un poble del krai de Perm, a Rússia, que pertany al districte rural de Solikamski. El 2010 tenia 127 habitants.